# Festung Hoek van Holland

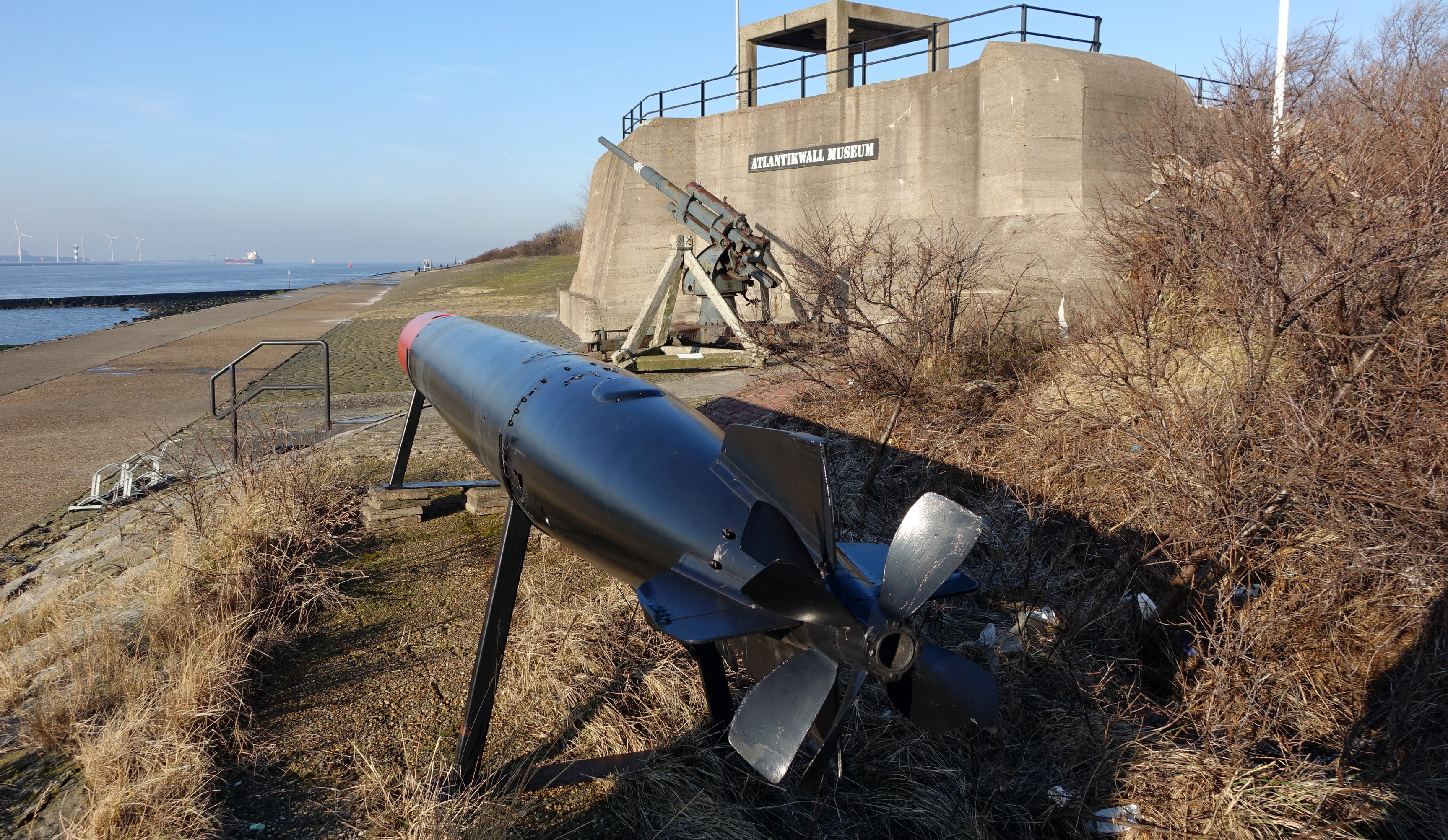
Noorderhavenhoofd in Hoek van Holland; 2015.

De Festung Hoek van Holland was een complex van vestingwerken in en om Hoek van Holland die door Nazi-Duitsland werd aangelegd. Het was het belangrijkste onderdeel van de Atlantikwall in Nederland.
Hoek van Holland was voor het Duitse leger van strategisch belang door de ligging aan monding van de Nieuwe Waterweg en de daarmee de toegang tot de Rotterdamse haven. De verdediging van het kustdorp werd al snel na de bezetting versterkt. In 1941 werd Hoek van Holland een Stützpunkt (steunpunt), wat inhield dat er een complex van bunkers en en versperringen was aangelegd. In 1942 werd Hoek van Holland een Verteidigungsbereich (Vb), een belangrijk verdedigingsgebied met als doel de haven te beschermen. Hiervoor werden de verdedigingswerken sterk uitgebreid. De kustlinie was al zwaar verdedigd, maar om invasies over land te kunnen afslaan werd in de zomer van 1942 een lange tankgracht om het dorp aangelegd, die werd verdedigd door kleine stellingen, dat waren bunkercomplexen waar een kleine groep soldaten met zware bewapening de toegang tot het gebied verdedigden. In het najaar van 1942 werd een tweede tankgracht aangelegd, die van het Arendsduin in 's-Gravenzande door het Westland naar de monding van het Oranjekanaal in de Nieuwe Waterweg liep. Deze buitenste tankgracht was elf kilometer lang en werd verdedigd door dertien stellingen. Het hoofdkwartier van het Verteidigungsbereich werd eind 1942 in het Staelduinse Bos gevestigd, hier werden zeventien grote bunkers gebouwd. Aan de zuidelijke kant van de Nieuwe Waterweg werd het eiland De Beer volgebouwd met bunkers en geschut. De Beer werd het Kernwerk van het Vb Hoek van Holland, wat het zwaarst verdedigde onderdeel van het gebied was.
In januari 1944 kreeg Hoek van Holland officieel de status van Festung, waarmee de Duitsers aangaven dat verdediging van de haven cruciaal was. Er werden echter niet nog meer bunkercomplexen en tankgrachten bijgebouwd, een Festung betekende vooral dat het vanwege het grote belang tot op de laatste man verdedigd moest worden. Deze orders waren door Adolf Hitler zelf uitgegeven.
De Festung Hoek van Holland was zo zwaar verdedigd dat de geallieerden het niet onnodig wilden aanvallen en Hoek van Holland werd pas op 10 mei 1945 werd bevrijd. De zuidelijk van de Nieuwe Waterweg gelegen verdedigingswerken zijn vanaf de jaren 1960 verdwenen tijdens de aanleg van Europoort. Aan de noordkant zijn wel veel bunkers en andere bouwwerken bewaard gebleven. Ook een deel van de tankgracht bestaat nog en is bevaarbaar. Het Atlantikwall-museum is gevestigd in de voormalige Festung Hoek van Holland is veel te zien over de vestingwerken, inclusief een aantal bunkers die hier te bezoeken zijn.

## Afbeeldingen

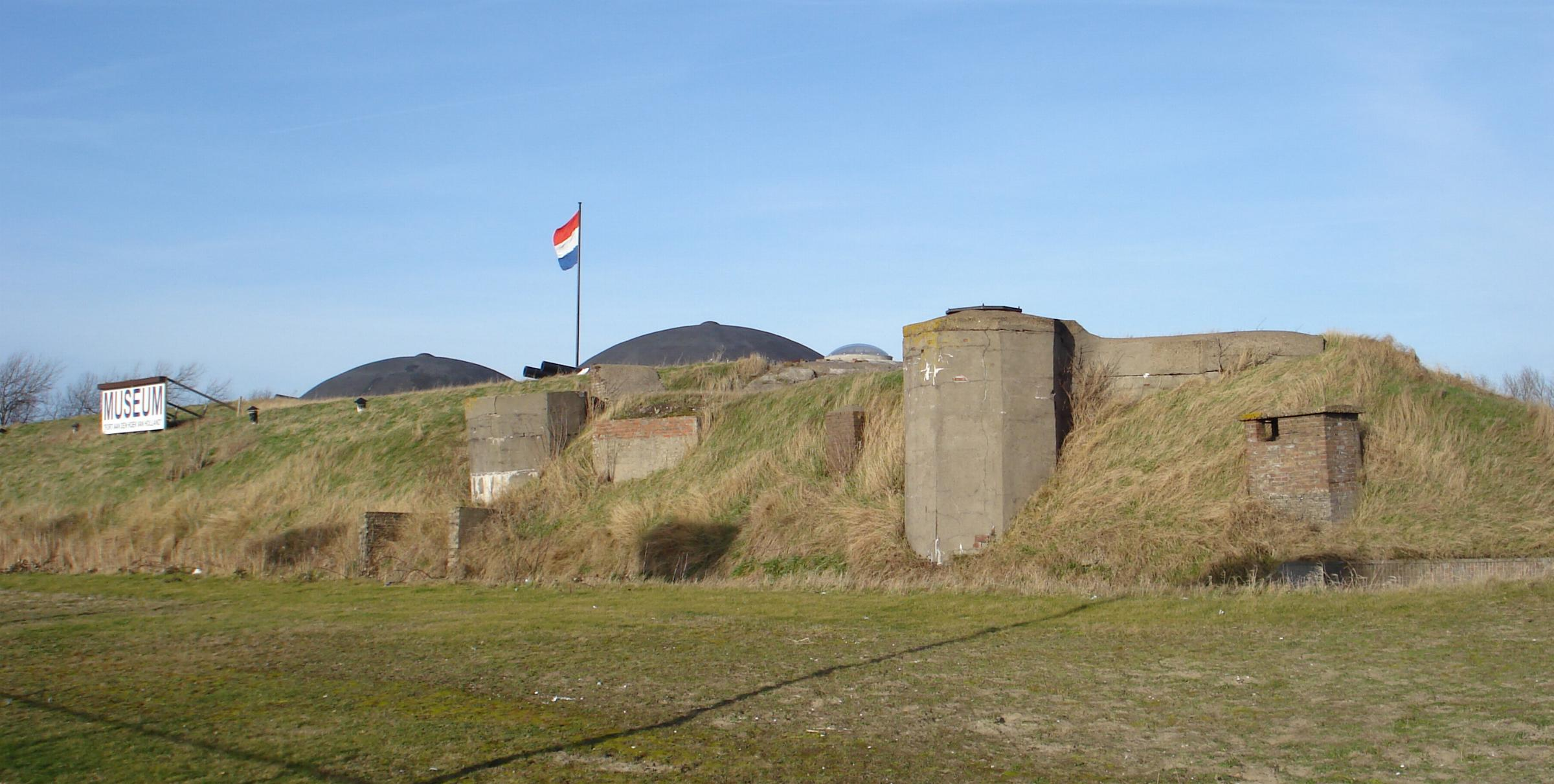
Kustverdededigingsfort; 2008.
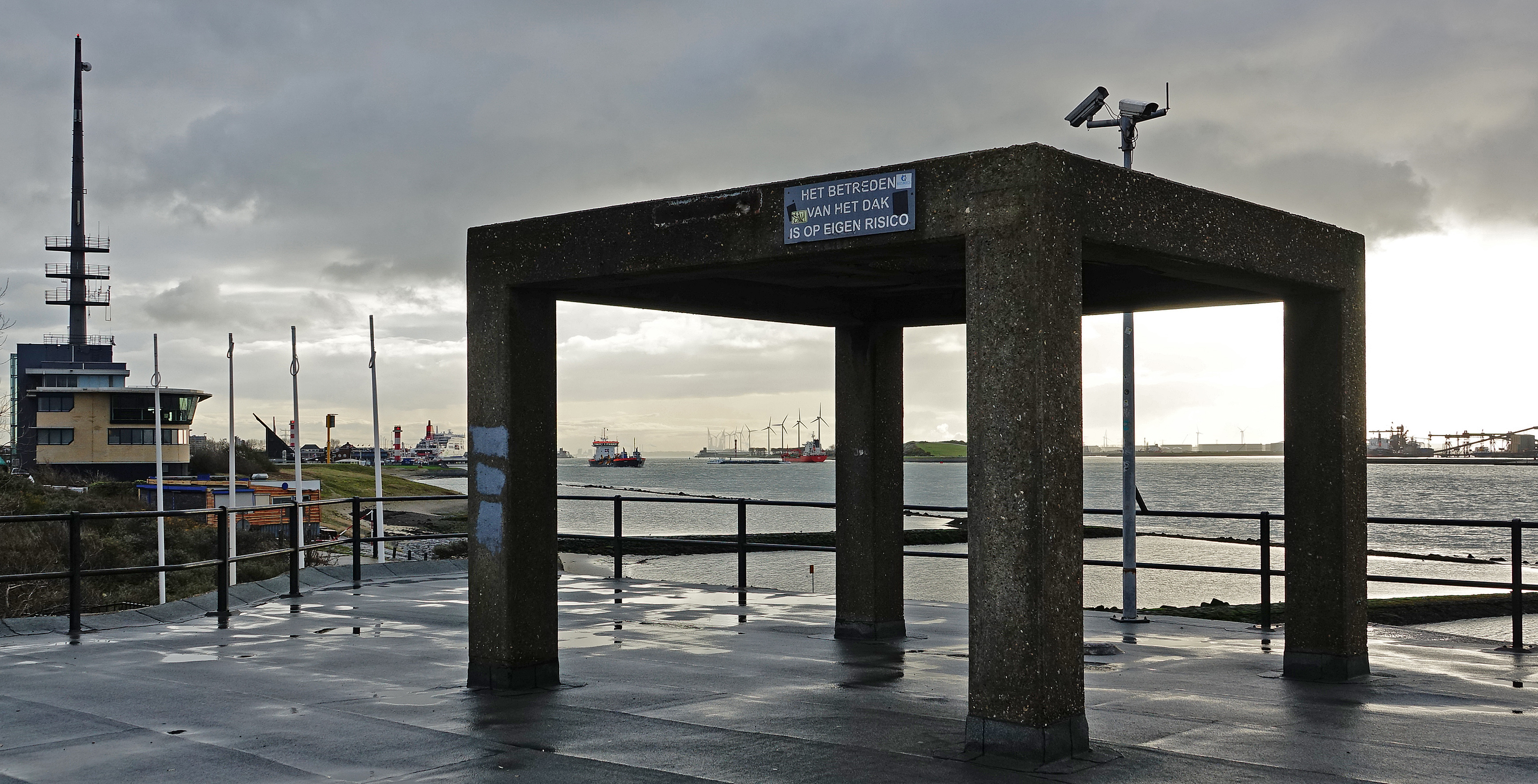
Bunker van het Atlantikwall museum; 2010.
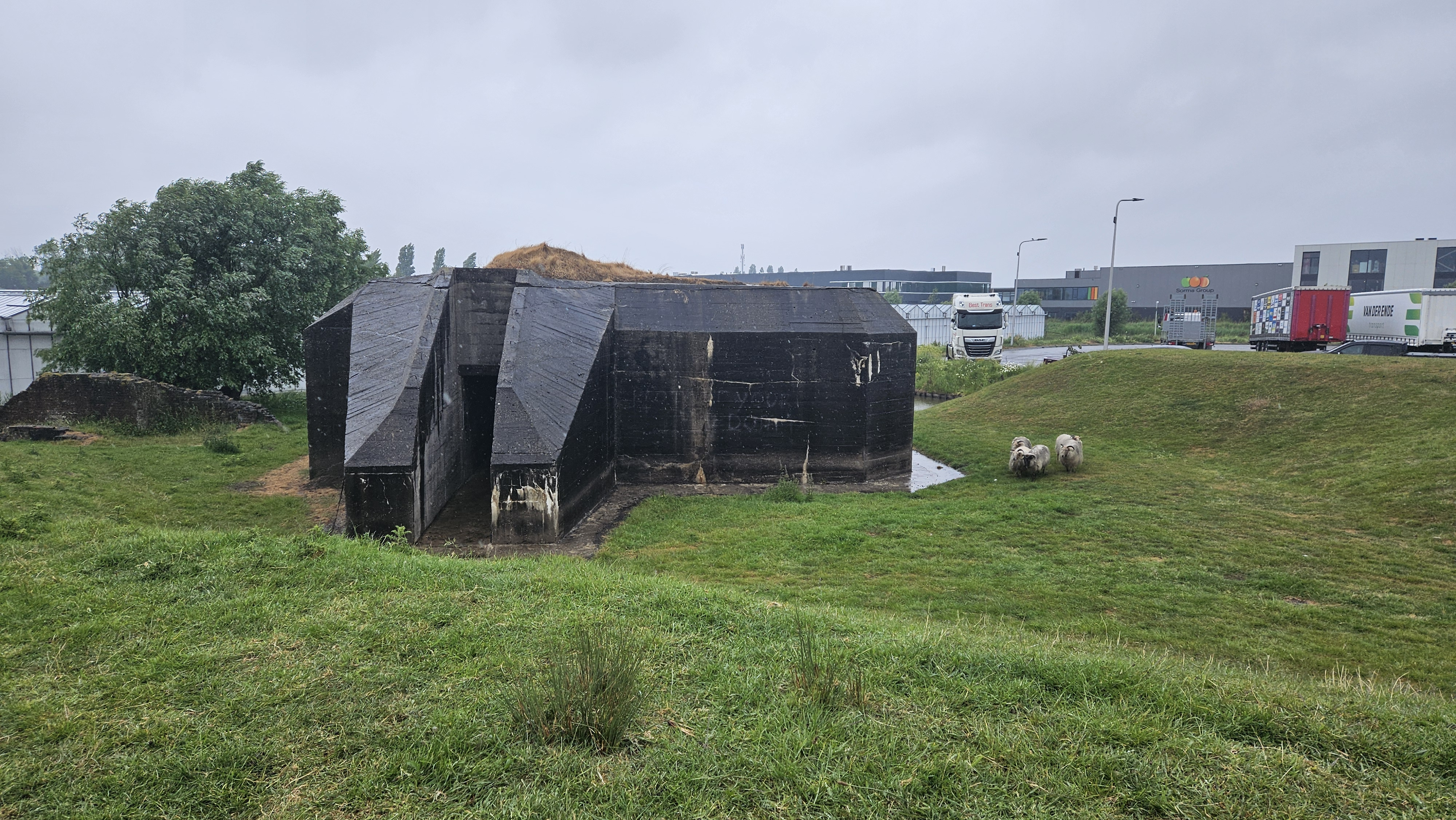
Munitiebunker in stelling 46 in 's-Gravenzande
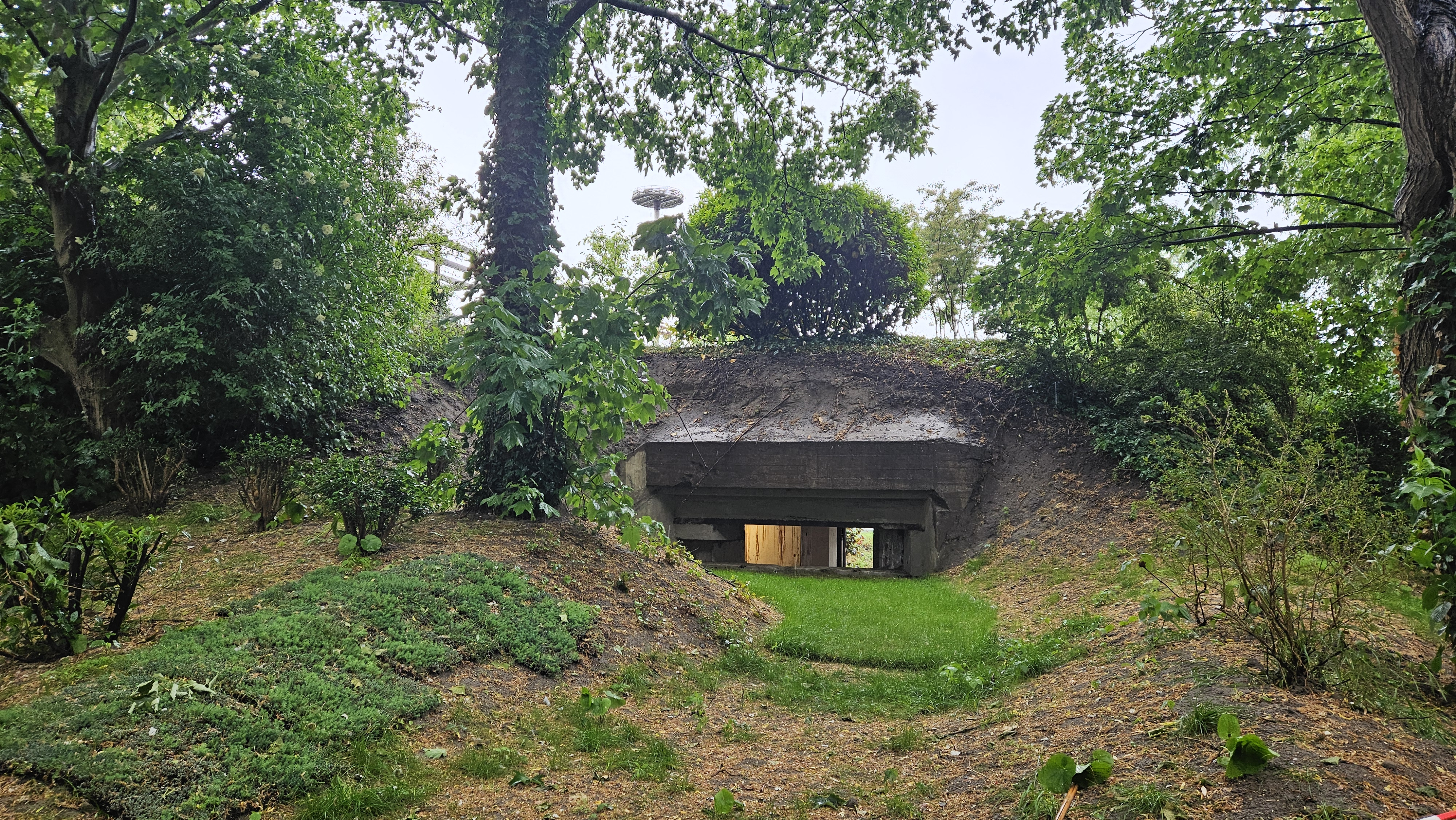
Geschutsbunker in stelling 45 in 's-Gravenzande